# Sint-Martinusprijs Kontich
Le Sint-Martinusprijs Kontich est une course cycliste belge mettant aux prises uniquement des coureurs juniors (17/18 ans). La course a lieu annuellement en juillet dans la province d'Anvers, en Région flamande.

## Palmarès
| Année | Vainqueur              | Deuxième            | Troisième         |
| ----- | ---------------------- | ------------------- | ----------------- |
| 1964  | Grégoire Van Kuyck     |                     |                   |
| 1965  | Emile Cambré           |                     |                   |
| 1966  | Leo Huysmans           |                     |                   |
| 1967  | August Herijgers       |                     |                   |
| 1968  | Rik Van Linden         |                     |                   |
| 1969  | Ludo Van Der Linden    |                     |                   |
| 1970  | Eric Van Lent          |                     |                   |
| 1971  | Wim Schroyens          |                     |                   |
| 1972  | Michel Peeters         |                     |                   |
| 1973  | Eddy Copmans           |                     |                   |
| 1974  | Raymond Smeyers        |                     |                   |
| 1975  | Ronny Naets            |                     |                   |
| 1976  | Dirk Looyen            |                     |                   |
| 1977  | Danny De Bie           |                     |                   |
| 1978  | Robert Hendrickx       |                     |                   |
| 1979  | Jean-Paul Vermaelen    |                     |                   |
| 1980  | Luc Van de Vel         |                     |                   |
| 1981  | Chris De Jonghe        |                     |                   |
| 1982  | Luc Caluwaerts         |                     |                   |
| 1983  | Peter Punt             |                     |                   |
| 1984  | Edwig Van Hooydonck    |                     |                   |
| 1985  | Kurt Onclin (nl)       |                     |                   |
| 1986  | Edwin Couwenberg       |                     |                   |
| 1987  | Johan Buelens          |                     |                   |
| 1988  | Kurt Van Bulck         |                     |                   |
| 1989  | Stefaan De Vos         |                     |                   |
| 1990  | Gerd De Wilde          |                     |                   |
| 1991  | Jurgen Cosemans        |                     |                   |
| 1992  | Johan De Proft         |                     |                   |
| 1993  | Jeroen Van Peteghem    |                     |                   |
| 1994  | Jeroen Lenting         |                     |                   |
| 1995  | Jan Verstraeten (nl)   | Laurent Bosmans     | Bart De Troyer    |
| 1996  | Bart Wellens           |                     |                   |
| 1997  | Gert Steegmans         | Gert Dams           | Bert Heremans     |
| 1998  | Wim Jacobs (nl)        |                     |                   |
| 1999  | Wouter Van Mechelen    |                     |                   |
| 2000  | Karolis Volungevicius  |                     |                   |
| 2001  | Robert Bengsch         |                     |                   |
| 2002  | Marcel Lamberts        | Ingmar De Poortere  | Mario Ickx        |
| 2003  | Stefan Schäfer         |                     |                   |
| 2004  | Patrick Gretsch        | Wim Mostaert        | Stefan Schäfer    |
| 2005  | Kevin Crabbe           | Marcel Kittel       | Patrick Gretsch   |
| 2006  | Marius Kukta           | Evaldas Šiškevičius | Gediminas Kaupas  |
| 2007  | Julien Vermote         | Jeroen Lepla        | Toby Meadows      |
| 2008  | Nicolas Vereecken      | Niels van Kooij     | Wouter Haan       |
| 2009  | Dennis Coenen          | Elmar Reinders      | Tassilo Fricke    |
| 2010  | Jorne Carolus          | Maarten van Trijp   | Daniel Malmros    |
| 2011  | Aimé De Gendt          | Rasmus Hestbek Lund | Otto Vergaerde    |
| 2012  | Mads Pedersen          | Lukas Kilsgaard     | Niels Goeree      |
| 2013  | Mathias Krigbaum       | Mads Pedersen       | Jasper Bugter     |
| 2014  | Mikkel Honoré          | Julius van den Berg | Manuel Porzner    |
| 2015  | Mikkel Honoré          | Sander De Pestel    | Ward Jaspers      |
| 2016  | Brent Van Moer         | Luis Villalobos     | Daan Hoole        |
| 2017  | Kilian Steigner        | Loran Cassaert      | Jarne Van Grieken |
| 2018  | Fabio Van den Bossche  | Jarne Van Grieken   | Leslie Lührs      |
| 2019  | Gleb Karpenko          | Max Walker          | Thomas Gloag      |
| 2020  | pas de course          | pas de course       | pas de course     |
| 2021  | Wout Geerinckx         | Max van der Meulen  | Youp de Vos       |
| 2022  | Mauro Cuylits          | Yorick Slaets       | Fredrik Fjærli    |
| 2023  | Steffen De Schuyteneer | Sente Sentjens      | Oscar Chamberlain |
| 2024  | Cas Hermans            | Sebastian Grindley  | Rune Boden        |
| 2025  | Ron Rooni              | Simon Schwartz      | Rne Boden         |